# Міщенко Сергій Олексійович (історик)
Міщенко Сергій Олексійович (9 листопада 1925 — 4 квітня 1986) — дослідник історії громадянської війни, кандидат історичних наук, доцент історичних наук. Автор близько 100 наукових праць, а також навчально — методичних та краєзнавчих публікацій.

## Біографія
Народився 9 листопада 1925 року у с. Івангород Бахмацького району Чернігівської області.
1952 р. — закінчив історичний факультет та аспірантуру КДУ ім. Т.Г. Шевченка.
1955р. — захистив кандидатську дисертацію на тему «Розвиток народної освіти Української РСР в роки четвертої п'ятирічки (1946 - 1950)»
З 1955 р. працював в Ужгородському національному університеті.
1955 — 1959 рр. — працював старшим викладачем.
1959 — 1971, 1983 — 1986 рр. — працював доцентом.
1971 — 1983 рр. — працював професором. 
1972 — 1983 рр. — працював завідувачем кафедри історії СРСР.
1965 — 1974 рр. — працював деканом історичного факультету.

## Праці
Боротьба трудящих України проти білогвардійської армії Денікіна. — Ужгород, 1963 р.
Шляхом до щастя: Нариси історії Закарпаття. — Ужгород, 1973 р.
Оновлена земля: Соціалістичні перетворення на Закарпатті за 30 років Радянської влади. — Ужгород, 1975 р.
Ужгородський державний університет. — Ужгород, 1981 р., 1984 р.
Нариси історії Закарпатської обласної партійної організації. — Ужгород, 1980 р.
Успіхи народної освіти на Україні в роки четвертої п’ятирічки // Наукові записки УжДУ. Серія історична. — Ужгород, 1957. — Т. ХХХ. — С. 153–166
Відгуки трудящих Радянської України на революцію в Угорщині в 1919 р. //  Наукові записки УжДУ. Серія історична. — Ужгород, 1959. — Т. XXXVIII. — С. 40–44
З історії більшовицького підпілля на Україні в період денікінщини // Наукові записки УжДУ. Серія історична. — Ужгород. — Т. ХХХІХ. — С. 102–114
Розгортання соціалістичного змагання в промисловості Закарпаття в період між XX і XXI з’їздами КПРС // Наукові записки УжДУ. Серія історична. — Ужгород. — 1961. — Т. XLIV. — С. 80 —92
З історії більшовицького підпілля на Україні в період денікінської окупації // Доповіді та повідомлення УжДУ. Серія історична. — Ужгород, 1958. — С. 36–37
З історії мобілізації сил українського народу на боротьбу з Денікіним // Доповіді та повідомлення УжДУ. Серія історична. — Ужгород, 1959. — С. 17–19
Злодіяння денікінців на Україні // Доповіді та повідомлення УжДУ. Серія історична. — Ужгород, 1961. — С. 7 —14
Співробітництво робітників західних областей УРСР з робітничим класом європейських країн соціалізму (1959 —1965 рр.) // Питання нової та новітньої історії європейських соціалістичних країн. — Ужгород, 1969. — С. 69 —82